# Козівський деканат УГКЦ
Козівський деканат  Тернопільсько-Зборівської архієпархії УГКЦ — релігійна структура УГКЦ, що діє на території Тернопільської області України.

## Історія
Козівський деканат існував у структурі УГКЦ вже у XVIII столітті, належав до Львівської єпархії та складався із 34 парафій.

## Декани
Декани Козівські: 
о. Яків Дидицький (1730 по 1757+);
о. Дмитро Долішняк (з 1990 по 2004+);
о. Євген Бойко (з 2004 по 2013);
о. Роман Рокецький (з 2013 по 2021).
о. Василь Баглей (2021 - 2022).

## Парафії деканату
| Парафії                         | Населені пункти      |
| ------------------------------- | -------------------- |
| Успіння Пресвятої Богородиці    | смт Козова           |
| Святих Петра і Павла            | смт Козова           |
| Святого Василія Великого        | смт Козова           |
| Святого Онуфрія                 | с. Августівка        |
| Воскресіння Господнього         | с. Бишки             |
| Ризоположеня Богородиці         | с. Вибудів           |
| Святого Володимира Великого     | с. Вимислівка        |
| Святого архістратига Михаїла    | с. Вівся             |
| Священномученика Димитрія       | с. Геленки           |
| Святої Параскеви П'ятниці       | с. Дибще             |
| Вознесіння ГНІХ                 | с. Залісся           |
| Преображення Господнього        | с. Йосипівка         |
| Святого Миколая                 | с. Кальне            |
| Преображення Господнього        | с. Козівка           |
| Христа Царя                     | с. Комарівка         |
| Успіння Пресвятої Богородиці    | с. Конюхи (Середина) |
| Зіслання Святого Духа           | с. Конюхи (Кут)      |
| Покрови Пресвятої Богородиці    | с. Криве             |
| Введення в храм Богородиці      | с. Куропатники       |
| Зіслання Святого Духа           | с. Олесине           |
| Священномученика Йосафата       | с. Потік             |
| Всіх святих Українського народу | с. Сеньків           |
| Різдва Івана Хрестителя         | с. Теофіпілка        |
| Успіння Богородиці              | с. Уритва            |
| Святого Василія Великого        | с. Хоробрів          |
| Святого архістратига Михаїла    | с. Ценів             |
| Введення в храм Богородиці      | с. Щепанів           |

## Джерел
- Козівський протопресвітеріат //  Тернопільсько-Зборівська архиєпархія. Парафії, монастирі, храми. Шематизм / Автор концепції Куневич Б.; керівник проєкту, науковий редактор Стоцький Я. — Тернопіль : ТОВ «Новий колір», 2014. — С. 264—291, 501—502. : іл. — ISBN 978-966-2061-29-1.